# Маху, Октавиан Яковлевич
Октавиа́н Яковлевич Ма́ху (рум. Octavian Mahu, род. 26 октября 1977 год, Фалешты, Молдавская ССР, СССР) — молдавский политик. Заместитель примара муниципия Бельцы. Исполняющий обязанности примара муниципия Бельцы января по июнь 2015 года.

## Биография
- Октавиан Маху родился в 1977 году в Фалештах, где окончил среднюю школу;
- С 1995 по 2000 год заочно обучался в Кишинёвском государственном университете на факультете права;
- Трудовая деятельность Октавиана Маху началась в 1998 году в налоговой инспекции Фалешт в должности инспектора;
- Спустя два года перешёл работать в Государственную налоговую инспекцию Бельцкого уезда, ещё через два года — в Бельцкий центр по борьбе с экономическими преступлениями и коррупцией;
- В 2001 году вступил в Партию коммунистов Республики Молдова (ПКРМ);
- В 2003 году назначен начальником юридического отдела бельцкой примарии, где проработал три года;
- С 2004 по 2006 год учился в Академии публичного управления;
- В 2007 году окончил магистратуру в Бельцком государственном университете;
- С 2006 по 2009 год Маху руководил территориальным Управлением административного контроля;
- С 11 января 2010 года был директором Муниципального предприятия «Спецавтохозяйство»[1];
- 21 января 2011 года был избран муниципальным советом Бельц на должность заместителя примара[2];
- 24 января 2011 года назначен исполняющим обязанности примара муниципия Бельцы[3];
- 23 июня 2011 года вновь был избран заместителем примара[4];
- С июня 2011 по август 2015 года исполнял обязанности вице-примара Бельц;
- С августа 2015 по 24 февраля 2016 года работал муниципальным советником Бельцкой примарии;
- 24 февраля 2016 года назначен представителем правительства Республики Молдова и главой Бельцкого бюро Госканцелярии.

## Награды
- Медаль «МПА СНГ. 25 лет» (27 марта 2017 года, Межпарламентская ассамблея СНГ) — за заслуги в деле развития и укрепления парламентаризма, за вклад в развитие и совершенствование правовых основ функционирования Содружества Независимых Государств, укрепление международных связей и межпарламентского сотрудничества[5].